# Litauisch-Sowjetischer Krieg
Der Litauisch-Sowjetische Krieg oder Litauisch-Bolschewistische Krieg (litauisch: karas su bolševikais) wurde nach dem Ersten Weltkrieg zwischen dem gerade unabhängig gewordenen Litauen und Sowjetrussland ausgetragen. Er war Teil der größeren sowjetischen Westoffensive von 1918/1919, die auch den Polnisch-Sowjetischen Krieg einleitete. Die Offensive folgte dem Rückzug der deutschen Truppen und zielte darauf ab, Sowjetrepubliken in der Ukraine, Weißrussland, Litauen, Lettland, Estland und Polen zu errichten und damit die deutsche Revolution zu nutzen. Ende Dezember 1918 erreichten die sowjetischen Streitkräfte die litauischen Grenzen. Weitgehend widerstandslos besetzten sie eine Stadt nach der anderen und kontrollierten Ende Januar 1919 etwa zwei Drittel des litauischen Territoriums. Im Februar wurde der sowjetische Vormarsch von litauischen und deutschen Freiwilligen aufgehalten, die die Sowjets daran hinderten, Kaunas, die vorläufige Hauptstadt Litauens, einzunehmen. Ab April 1919 verlief der litauische Krieg parallel zum polnisch-sowjetischen Krieg. Polen erhob territoriale Ansprüche auf Litauen, insbesondere auf die Region Vilnius; diese Spannungen gingen in den Polnisch-Litauischen Krieg über.
Der britisch-polnische Historiker Norman Davies fasste die Situation zusammen: „Die Deutschen unterstützte die litauischen Nationalisten, die Sowjets unterstützten die litauischen Kommunisten und die polnische Armee bekämpfte sie alle.“ Mitte Mai 1919 begann die litauische Armee, nun unter dem Kommando von General Silvestras Žukauskas, eine Offensive gegen die Sowjets im Nordosten Litauens. Mitte Juni erreichten die Litauer die lettische Grenze und drängten die Sowjets zwischen Seen und Hügeln in der Nähe von Zarasai in die Enge, wo die Sowjets bis Ende August 1919 ausharrten. Die Sowjets und die Litauer, die durch den Fluss Daugava getrennt waren, hielten ihre Fronten bis zur Schlacht von Daugavpils im Januar 1920 aufrecht, bei der ein lettisch-polnisches Kontingent die Sowjets besiegte. Bereits im September 1919 boten die Sowjets an, einen Friedensvertrag auszuhandeln, aber die Gespräche begannen erst im Mai 1920. Der sowjetisch-litauische Friedensvertrag wurde am 12. Juli 1920 unterzeichnet. Sowjetrussland erkannte damit die Unabhängigkeit Litauens an.

## Hintergrund

Die bolschewistischen Truppen rücken hinter den sich zurückziehenden deutschen Truppen (rote Pfeile) vor. Die rote Linie zeigt die sowjetische Front im Januar 1919.

Nach der endgültigen Teilung von Polen-Litauen im Jahr 1795 wurde Litauen Teil des Russischen Reiches. Während des Ersten Weltkriegs wurde Litauen von Deutschland besetzt und zu einem Teil von Ober Ost. Am 16. Februar 1918 erklärte der Staatsrat von Litauen die Unabhängigkeit von Deutschland und Russland. Drei Wochen später baten die Bolschewiki, die durch den russischen Bürgerkrieg belastet waren, um Frieden mit den Mittelmächten und unterzeichneten den Vertrag von Brest-Litowsk. Sie verzichteten auf die russischen Ansprüche auf Finnland, Estland, Lettland, die Ukraine, Litauen und Polen. Den Litauern wurde jedoch von den Deutschen nur eine minimale Autonomie zugestanden, und sie konnten de facto keine Unabhängigkeit erlangen. Das änderte sich, als Deutschland den Krieg an der Westfront verlor und am 11. November 1918 den Waffenstillstand von Compiègne unterzeichnete. Litauen begann bald mit dem Aufbau grundlegender Institutionen und bildete seine erste Regierung unter der Leitung von Augustinas Voldemaras.
Am 13. November 1918 kündigte die sowjetrussische Regierung den Vertrag von Brest-Litowsk auf, der Litauen die Unabhängigkeit zugesichert hatte. Die bolschewistische Westarmee folgte den sich zurückziehenden deutschen Truppen und hielt dabei einen Abstand von 10 bis 15 km zwischen den beiden Armeen ein. Die demoralisierten Deutschen überließen den Sowjets häufig wertvolle Waffen und andere Ausrüstungsgegenstände. Die Sowjets versuchten, die Weltrevolution auszuweiten und in der Region Sowjetrepubliken zu errichten. Sie betrachteten die baltischen Staaten als Barriere oder Brücke nach Westeuropa, wo sie sich der deutschen und der ungarischen Revolution anschließen wollten. Ende Dezember 1918 erreichten die bolschewistischen Streitkräfte Ostlitauen.

## Kriegsparteien

### Litauische Regierung
Augustinas Voldemaras, der erste Ministerpräsident Litauens, hielt den Aubau des Militärs nicht für vorrangig und sprach sich für die litauische Neutralität aus. Er vertraute darauf, dass deutsche Söldner Litauen schützen würden, bis auf der bevorstehenden Pariser Friedenskonferenz Frieden geschlossen werden konnte. Die Einwohner organisierten lokale Selbstverteidigungseinheiten. Die ersten Gesetze über die Armee wurden erst am 23. November erlassen. Einige Litauer, die während des Weltkriegs in der russischen Armee gedient hatten, kehrten nach Litauen zurück und begannen mit der Aufstellung von Bataillonen in Kaunas, Gardinas und Alytus. Es fehlten ihnen aber Waffen, Munition und Offiziere.
Ende Dezember, als die Bolschewiken bereits im Lande waren, stand Litauen ohne Führung da. Augustinas Voldemaras, Antanas Smetona, Vorsitzender des Rates von Litauen, und Martynas Yčas, Finanzminister, reisten nach Deutschland, um finanzielle Hilfe zu erbitten. General Kiprijonas Kundratavičius, stellvertretender Verteidigungsminister, schlug einen Rückzug nach Gardinas vor und weigerte sich, die litauische Verteidigung zu befehligen. Das erste Kabinett der Minister trat am 26. Dezember 1918 zurück. Mykolas Sleževičius trat an seine Stelle und organisierte eine neue Regierung. Am 29. Dezember veröffentlichte er den ersten Massenaufruf in vier Sprachen, um Freiwillige für die litauische Armee zu gewinnen. Um Freiwillige zu gewinnen, schlug er eine Landreform vor. Das bedeutete, dass das Land von den Großgrundbesitzern genommen und zunächst kostenlos an die Freiwilligen und dann gegen eine Gebühr an die Kleinbauern verteilt werden sollte.

### Deutsche Freiwillige
In Berlin unterzeichneten Smetona und Yčas einen Darlehensvertrag mit Deutschland über 100 Millionen Mark. Das Geld wurde in erster Linie für den Aufbau und die Versorgung der Armee verwendet. Außerdem handelten sie eine direkte deutsche Unterstützung im Krieg gegen die Sowjets aus. Artikel 12 des Waffenstillstands von Compiègne verpflichtete die Deutschen, Litauen vor möglichen sowjetischen Angriffen zu schützen, aber Deutschland war auch daran interessiert, seinen Einfluss in der Region zu erhalten und Russland zu schwächen. Zunächst versuchten sie, Freiwillige aus den sich zurückziehenden Soldaten der 10. deutschen Armee unter dem Kommando von General Erich von Falkenhayn zu organisieren. Die Soldaten waren jedoch müde und demoralisiert und wollten so schnell wie möglich nach Hause zurückkehren. Die Anwerbung wurde in Deutschland, insbesondere in Sachsen, fortgesetzt. Die Freiwilligen bekamen 30 Mark pro Monat plus 5 Mark pro Tag und mussten sich für drei Monate verpflichten. Die ersten sächsischen Freiwilligen, wie sie genannt wurden, trafen Anfang Januar in Kaunas ein, aber einige von ihnen wurden für untauglich befunden und zurückgeschickt. Ende Januar zählten die deutschen Freiwilligen bereits 4.000 Mann.
Zunächst waren sie in der 46. Sächsischen Freiwilligendivision organisiert. Am 22. Februar wurde Generalleutnant Walter von Eberhardt ihr Befehlshaber. Im April und Mai wurden die deutschen Streitkräfte in die Freiwilligenbrigade Südlitauen umorganisiert, die aus drei Regimentern (18., 19. und 20.) und einem separaten Bataillon in Raseiniai bestand. Das 18. Regiment kämpfte an der Seite der Litauer; das 19. Regiment bewachte den Raum Kaunas und nahm nicht an den Kämpfen teil; das 20. Regiment war in Gardinas und dann in Kėdainiai stationiert; das separate Bataillon schloss sich der Westrussischen Befreiungsarmee an. Die Baltische Landeswehr unter der Führung von General Rüdiger von der Goltz organisierte einen Putsch gegen die lettische Regierung und nahm Riga ein. Am 23. Mai forderte die Pariser Friedenskonferenz als Reaktion auf diese Ereignisse Deutschland auf, seine Truppen sowohl aus Lettland als auch aus Litauen abzuziehen, sobald die lokalen Kräfte sich selbst verteidigen könnten. Die letzten sächsischen Freiwilligen verließen Litauen Mitte Juli.

### Sowjets
Am 8. Dezember 1918 wurde eine revolutionäre Regierung aus Mitgliedern der Kommunistischen Partei Litauens unter dem Vorsitz von Vincas Mickevičius-Kapsukas gebildet. Am 16. Dezember erklärte die Revolutionsregierung die Gründung der Litauischen Sozialistischen Sowjetrepublik. Zwischen dem 31. Dezember 1918 und dem 1. Januar 1919 zog sich die deutsche Garnison aus Vilnius zurück und übertrug einem lokalen polnischen Komitee die Macht über die Stadt, entgegen den Bitten der litauischen Verwaltung. Die litauische und weißrussische Selbstverteidigung, die sich mit Polen verbündet hatte, übernahm die Posten. Die litauische Regierung zog sich nach Kaunas, der vorläufigen Hauptstadt Litauens, zurück. Am 5. Januar 1919 wurde Vilnius nach einem fünftägigen Kampf mit polnischen paramilitärischen Einheiten unter der Führung von General Władysław Wejtko von den Sowjets eingenommen. Mickevičius-Kapsukas und seine Regierung kamen am 7. Januar von Daugavpils aus in Vilnius an. Am 27. Februar wurde die Litauische SSR in die Litauisch-Weißrussische Sozialistische Sowjetrepublik eingegliedert.
In den besetzten Gebieten schufen die Sowjets revolutionäre Komitees und Sowjets nach dem Vorbild der in Russland entwickelten Strukturen. Im Gegensatz zu anderen Ländern waren die litauischen kommunistischen Organisationen noch jung und hatten noch kein Netz von unterstützenden lokalen Räten aufgebaut. Sie verstaatlichten kommerzielle Einrichtungen und Großgrundbesitz. Das Land sollte für die kollektive Landwirtschaft genutzt werden, anstatt es an Kleinbauern umzuverteilen. Die Sowjets propagierten Internationalismus und Atheismus in einem Land mit überzeugten Katholiken und entschlossenen Nationalisten. Die Sowjets hatten Unterstützung in der industriellen Arbeiterklasse, aber in Litauen war sie zu klein. Die Sowjets verlangten von den eroberten Städten und Dörfern hohe Kriegsabgaben. Diese Politik entfremdete die örtliche Bevölkerung und trug zur späteren Niederlage der Sowjets bei. Mickevičius-Kapsukas wusste um die Stimmung im Land, so sandte er im Februar 1919 ein Telegramm nach Moskau, in dem er warnte, dass die Einberufung von Litauern in die Rote Armee die Litauer nur dazu ermutigen würde, sich freiwillig für die litauische Armee zu melden.

## Sowjetischer Angriff
Sowjetische Truppen (etwa 18.000 bis 20.000 Mann) näherten sich am 12. Dezember 1918 dem litauischen Gebiet. Etwa 5.000 von ihnen waren Litauer. Die Truppe bestand aus drei Divisionen. Die Divisionen hatten keinen gemeinsamen militärischen Befehlshaber. Später wurden weitere Einheiten aus Russland entsandt. Die Sowjets rekrutierten auch Partisanengruppen hinter den Frontlinien. Die sowjetischen Soldaten wurden schlecht versorgt und waren darauf angewiesen, Lebensmittel, Pferde und Kleidung von Einheimischen zu requirieren. Litauen konnte keinen ernsthaften Widerstand leisten, da seine Armee zu diesem Zeitpunkt nur aus etwa 3.000 unausgebildeten Freiwilligen bestand. Nur lokale Partisanen, die mit Waffen bewaffnet waren, die sie von den sich zurückziehenden Deutschen erworben hatten, leisteten kurzzeitig Widerstand.
Die Rote Armee erobert eine Stadt nach der anderen: Zarasai und Švenčionys (22. Dez.), Utena (23. Dez.), Rokiškis und Vilnius (5. Jan.), Ukmergė und Panevėžys (9. Jan.), Šiauliai (15. Jan.), Telšiai (25. Jan.). Damit kontrollierten sie ein Drittel Litauens.

### Vorstoß bis zu den lettischen und deutschen Truppen
Die Front stabilisierte sich etwas, als die sowjetischen Truppen in der Nähe des Flusses Venta von lettischen und deutschen Einheiten (Baltische Landeswehr) aufgehalten wurden. Auch die Deutschen verlangsamten den Rückzug ihrer Truppen, nachdem der Spartakusaufstand am 12. Januar niedergeschlagen worden war. Südlitauen war etwas besser geschützt, als sich die Deutschen aus der Ukraine über Gardinas zurückzogen. Um Kämpfe zwischen den sich zurückziehenden Deutschen und der Roten Armee zu vermeiden, unterzeichneten die Sowjets und die Deutschen am 18. Januar einen Vertrag. In diesem Vertrag wurde eine vorläufige Demarkationslinie gezogen, die durch Daugai, Stakliškės und 10 km östlich der Eisenbahnlinie Kaišiadorys-Jonava-Kėdainiai verlief. Das hinderte die bolschewistischen Kräfte daran, Kaunas, die zweitgrößte Stadt Litauens, direkt anzugreifen. Die Rote Armee musste Kaunas einkreisen und über Alytus oder Kėdainiai angreifen.

### Einkreisung von Kaunas

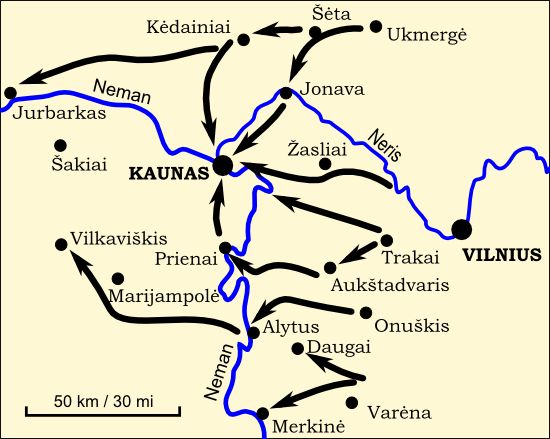
Geplante sowjetische Angriffe zur Einkreisung und Einnahme von Kaunas

Die Operation zur Einnahme von Kaunas begann am 7. Februar. Kėdainiai wurde von knapp 1000 Mann angegriffen. Die litauischen Truppen aus Panevėžys, die von Jonas Variakojis befehligt wurden, und aus Kėdainiai umfassten nur etwa 200 Mann. Die Litauer widerstanden dem Vormarsch der Roten Armee bei Kėdainiai und schlugen ihn mit deutscher Unterstützung zurück. Am 8. Februar kam Povilas Lukšys während eines Aufklärungseinsatzes als erster litauischer Soldat im Krieg ums Leben. Am 10. Februar nahmen litauische und deutsche Truppen gemeinsam Šėta ein und zwangen die Rote Armee zum Rückzug. Der Erfolg der Operation stärkte die Moral der litauischen Armee und verhinderte, dass die Rote Armee Kaunas von Norden her einkesseln konnte.
Am 9. Februar nahm das sowjetische 7. Schützenregiment (900 Mann) Jieznas südlich von Kaunas ein. Die Schlacht um Jieznas dauerte drei Tage, und nach einem Rückschlag durch den Verrat eines russischen Offiziers in litauischen Diensten siegten die Litauer mit deutscher Unterstützung schließlich am 13. Februar und befreiten Jieznas. Die Sowjets drängten weiter nach Kaunas. Das 3. und 4. Schützenregiment (etwa 2.000 Mann) griffen am 12. Februar Alytus an. Die Deutschen ließen sich nicht auf eine Schlacht ein und zogen sich zurück; das noch nicht vollständig ausgebildete 1. litauische Infanterieregiment konnte dem Druck der Roten Armee nicht standhalten und musste sich in Richtung Marijampolė und Prienai zurückziehen. In der Nacht vom 14. auf den 15. Februar kehrten die deutschen Truppen und eine Kompanie der Litauer nach Alytus zurück und befreiten die Stadt. Kaunas konnte erfolgreich verteidigt werden, und die Front stabilisierte sich eine Zeit lang. Den Sowjets wurde befohlen, die Offensive aufzugeben und eine defensive Position einzunehmen. Diese Pause ermöglichte es den Litauern, die Freiwilligen besser zu organisieren und auszubilden.

## Gegenoffensive

### Offensive der Deutschen Freiwilligen

Der Vormarsch der polnischen (blaue Pfeile), litauischen/deutschen (dunkelviolette Pfeile), lettischen/deutschen (weiße Pfeile von Westen) und estnischen/lettischen (weiße Pfeile von Norden) Truppen. Die blaue Linie zeigt die polnische Front im Mai 1920.

Nordlitauen (Samogitien) wurde von der sowjetischen Internationalen Division (etwa 3.000 Mann) überrannt. Ihr Ziel war es, die Ostsee zu erreichen und die deutsche Versorgung der Letten in ihrem Unabhängigkeitskrieg gegen die Sowjets zu unterbrechen. Russische Kräfte waren in Nordlitauen aktiver, da der kürzeste Weg für russische Gefangene zur Rückkehr nach Russland über die Region führte. Ihr größter Erfolg war die Aufstellung eines 1.000 Mann starken samogitischen Regiments unter dem Kommando von Feliksas Baltušis-Žemaitis in der Stadt Šiauliai. Das Regiment bestand aus russischen Kriegsgefangenen, deutschen Deserteuren und einigen Kriminellen. Es gab keine Einheiten der regulären litauischen Armee in Samogitien. Es gab lediglich Partisanen in Skuodas, die von Povilas Plechavičius und seinem Bruder Aleksandras aufgestellt wurden, und in Joniškėlis.
Die Bewegung der Bolschewiken in Richtung Ostpreußen beunruhigte die Deutschen, und sie entsandte Freiwillige (Brigade Schaulen) unter dem Kommando von General Rüdiger von der Goltz, um einen Abschnitt der Libau-Romny-Eisenbahnlinie zwischen Liepāja, Mažeikiai, Radviliškis und Kėdainiai zu befreien. Sie war Teil einer größeren Gegenoffensive in Lettland. Ende Februar befreiten die litauischen Partisanen, unterstützt von deutscher Artillerie, Mažeikiai und Seda und verfolgten die Bolschewiken bis Kuršėnai. Am 27. Februar 1919 besiegten deutsche Freiwillige, unterstützt von Plechavičius' und Joniškėlis Partisanen, das Samogitische Regiment in einer Schlacht bei Luokė. Das Regiment löste sich auf und die Deutschen nahmen zahlreiche Orte ein. Bei einigen wenigen Gelegenheiten wurden sie von litauischen Partisanen und regulären Einheiten unterstützt. Joniškėlis Partisanen bewachten weiterhin die Front entlang des Flusses Mūša. Später wurden sie in das reguläre litauische Militär integriert.

### Litauische Vorbereitungen
Als die sowjetischen Streitkräfte gestoppt wurden, begann die litauische Armee langsam, sich auf eine große Offensive vorzubereiten. Nach der Schlacht von Kėdainiai hatte das Freiwilligenregiment Panevėžys seine Stellungen gesichert und war stärker geworden. Zwischen Mitte Februar und Ende März unternahm sie kleine Expeditionen in nahe gelegene Städte. Ihr Hauptzweck war es, die feindlichen Kräfte zu demoralisieren und das Vertrauen der Einheimischen und der litauischen Freiwilligen zu stärken. Die Demoralisierungskampagne war erfolgreich: Die in Panevėžys und Kupiškis stationierten bolschewistischen Truppen rebellierten und mussten von einer Division der Roten Armee aus dem benachbarten Lettland niedergeschlagen werden. Die Moral der Bolschewiki sank weiter und zwischen dem 19. und 24. März verließen ihre Truppen Panevėžys. Litauische Truppen rückten am 26. März in die Stadt ein, aber die Rote Armee eroberte sie am 4. April zurück.
Die Pause zwischen den sowjetischen Angriffen wurde genutzt, um die Armee zu verstärken und zu organisieren. Am 5. März kündigten die Litauer die Mobilisierung der in den Jahren 1887–1889 geborenen Männer an. Die litauischen Streitkräfte wurden rasch aufgestockt. Bis zum 3. Mai erreichte die offizielle Personalstärke 440 Offiziere und 10.729 Gefreite. Allerdings war nur etwa die Hälfte von ihnen richtig ausgebildet, bewaffnet und militärischen Einheiten zugeteilt. Im Februar und April wurden die litauischen Soldaten aktiv ausgebildet, die Befehlskette wurde gestrafft und neue Militäreinheiten gebildet. Litauen erhielt auch neue Lieferungen von Waffen und Munition. Die Soldaten erhielten die ersten Uniformen.
Die erste organisierte litauische Offensive wurde vom 3. bis 8. April 1919 durchgeführt. Die Litauer beschlossen, die großen polnischen Angriffe gegen die Sowjets in der Gegend von Gardinas zu nutzen, um die Stärke des Feindes zu testen und Vilnius zu befreien. Zwei Regimente griffen von Süden und Norden an. Die Deutschen waren nicht beteiligt. Beide Regimenter waren zunächst erfolgreich, aber die Sowjets sammelten ihre Kräfte und stoppten den Vormarsch. Die Litauer beschlossen deshalb, die Offensive vorerst aufzugeben. Die Sowjets warfen den Deutschen außerdem vor, die am 18. Januar festgelegte Demarkationslinie zu verletzen, und drängten sie zum Rückzug.

### Polnische Offensive

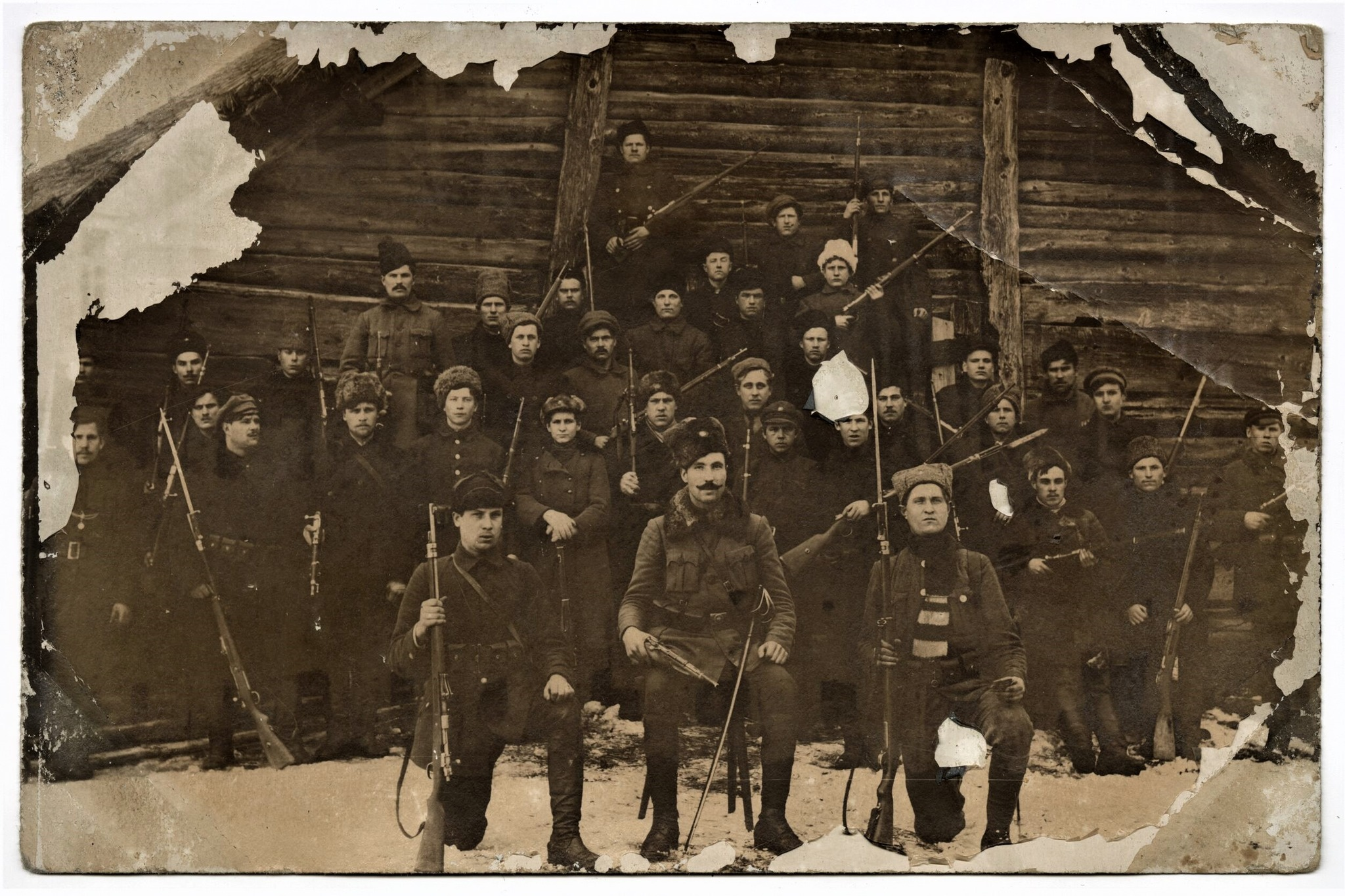
Litauische Partisanenschützen unter der Führung von Petras Šiaudinis, die in Litauen gegen das polnische Militär kämpften, 1920

Im März 1919 begann Polen eine Offensive gegen die Sowjets. Sie stießen nach Osten und Norden vor und drangen in die Region Vilnius ein, die von den Litauern beansprucht wurde. Zwischen dem 19. und 21. April nahmen die Polen Vilnius ein und sicherten im Mai ihre Stellungen. Die polnische Armee zwang die Sowjets, ihren linken Flügel aus den Gebieten südlich des Flusses Neris zurückzuziehen. Dieser polnische Vorstoß verkürzte die litauisch-sowjetische Frontlinie erheblich und ermöglichte Litauen, seine Kräfte für Operationen im Nordosten Litauens zu konzentrieren. Dies bedeutete jedoch auch, dass eine neue Frontlinie mit Polen eröffnet wurde. Zunächst kooperierten Polen und Litauer gegen die Sowjets, doch schon bald wich die Zusammenarbeit einer zunehmenden Feindseligkeit. Die ersten Zusammenstöße zwischen polnischen und litauischen Soldaten fanden am 26. April und 8. Mai in der Nähe von Vievis statt.
Polens Staatschef Józef Piłsudski wollte eine Union mit Litauen in der Hoffnung, den alten polnisch-litauischen Staat wiederzubeleben (siehe Międzymorze). Polen rechtfertigte sein Vorgehen nicht nur als Teil einer militärischen Kampagne gegen die Sowjets, sondern auch mit dem Selbstbestimmungsrecht der örtlichen Polen, die in Ostlitauen eine bedeutende Minderheit bildeten. Die Litauer beanspruchten Vilnius als ihre historische Hauptstadt und lehnten jede Föderation mit Polen ab, da sie einen unabhängigen litauischen Nationalstaat anstrebten. Die litauische Regierung in Kaunas betrachtete die polnische Präsenz in Vilnius als Besatzung. Neben der Region Vilnius war auch die nahe gelegene Region Suwalszczyzna umstritten. Die polnisch-litauischen Beziehungen waren nicht von Anfang an feindselig, sondern verschlechterten sich, da sich beide Seiten weigerten, Kompromisse zu schließen.

### Litauische Offensive

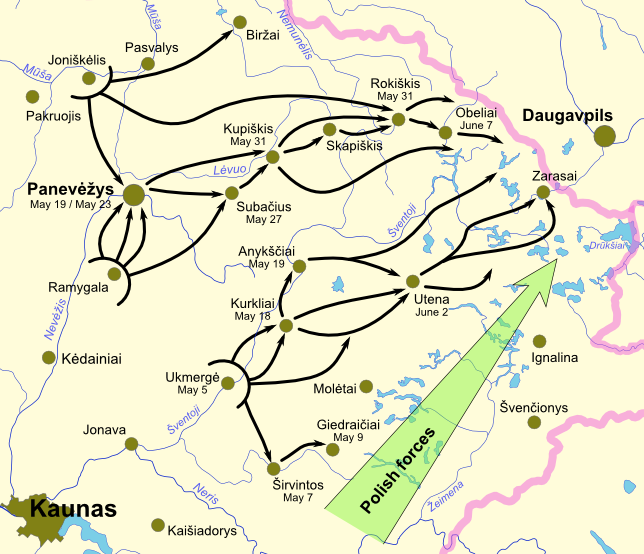
Litauische Offensive Mai-Juni 1919. Die Daten geben an, wann die Stadt von den litauischen Truppen eingenommen wurde. Die rosa Linie markiert die Grenze Litauens seit 1990.

Die polnischen Vorstöße gegen die Sowjets erforderten eine Änderung der litauischen Strategie. Am 26. April wurde General Silvestras Žukauskas, der sich gerade von Typhus erholt hatte, zum Chef des Generalstabs ernannt. Er beschloss, eine Offensive im Nordosten Litauens zu starten. Das erste Ziel war die Einnahme von Ukmergė. Am 3. Mai hatte das Separatregiment der Panevėžys-Freiwilligen mit Unterstützung des 18. sächsischen Freiwilligenregiments die Stadt gesichert. Die Operation war riskant, da Kėdainiai eine Zeit lang ungeschützt war und einen Weg nach Kaunas eröffnete, aber auch sehr erfolgreich: etwa 500 sowjetische Soldaten wurden gefangen genommen. Am 7. Mai drangen die Litauer in Širvintos ein, wo sie auf polnische Truppen trafen. Litauer und Polen unternahmen eine gemeinsame Operation zur Einnahme von Giedraičiai am 9. Mai.
Die Befehlskette der litauischen Armee wurde reformiert. Am 7. Mai übernahm General Žukauskas das Kommando über die gesamte litauische Armee und leitete eine vollständige Umstrukturierung der litauischen Streitkräfte in zwei Gruppen ein. Die erste Brigade, die in Ukmergė stationiert war, wurde Vilkmergė-Gruppe genannt und umfasste ein Bataillon sächsischer Freiwilliger. Ihr erster Kommandeur Kazys Ladiga erhielt den Befehl, entlang der Linie Utena-Zarasai vorzustoßen. Die zweite Brigade, die so genannte Panevėžys-Gruppe, hatte den Auftrag, Panevėžys einzunehmen und dann entlang der Linie Kupiškis-Rokiškis-Obeliai vorzustoßen. Die Gruppe, die zunächst von Jonas Variakojis befehligt wurde, wurde von Joniškėlis Partisanen aus dem Norden unterstützt. Auch das Verteidigungsministerium und der Generalstab wurden umstrukturiert.
Am 18. Mai führte die reorganisierte Armee ihre erste Operation durch. Die Vilkmergė-Gruppe nahm Kurkliai und Anykščiai ein. Am 22. Mai startete die Gruppe einen Angriff auf Utena. Die Initiative wurde durch einen sowjetischen Gegenangriff abgewehrt und die litauischen Streitkräfte zogen sich zurück. Weitere Angriffe wurden für mehrere Tage eingestellt, um die Ergebnisse des Vormarsches auf Kupiškis abzuwarten. Der Vormarsch auf Utena wurde am 31. Mai wieder aufgenommen, und die Stadt wurde am 2. Juni gesichert. Die Gruppe Panevėžys unternahm am 18. Mai einen Vorstoß nach Panevėžys und sicherte die Stadt am folgenden Tag, verlor sie aber durch einen bolschewistischen Gegenangriff am 21. Mai. Die Sowjets verließen Panevėžys jedoch zwei Tage später kampflos. Die Gruppe stürmte nach Kupiškis und sicherte Subačius. Am 30. Mai durchbrachen Joniškėlis Partisanen die sowjetischen Linien und befreiten Rokiškis im sowjetischen Rücken. Die bolschewistischen Truppen, die befürchteten, eingekesselt zu werden, verließen Kupiškis in der Nacht vom 30. zum 31. Mai, und Litauen sicherte die Stadt am 1. Juni.
Nach der Befreiung von Utena verließen die deutschen Freiwilligen die Front und verließen Mitte Juli Litauen. Der litauische Vormarsch ging jedoch weiter, und am 10. Juni erreichten die litauischen Streitkräfte das von den lettischen Partisanen (Grüne Garde) kontrollierte Gebiet und versorgten sie mit Munition. Am 12. Juni gingen die Sowjets zum Gegenangriff über, und die Litauer wurden aufgehalten. Ein weiterer sowjetischer Vorstoß erfolgte am 20. Juni und die Front stabilisierte sich. Die Sowjets waren in einer kleinen Region um Zarasai eingekesselt. Zwischen dem 6. und 12. Juli versuchten die Litauer mit einiger lettischer Unterstützung, die Bolschewiki zu vertreiben. Die Sowjets sammelten ihre Kräfte an ruhigeren Fronten und zwangen die Litauer zum Rückzug auf ihre früheren Stellungen.

### Polnisch-litauischer Konflikt

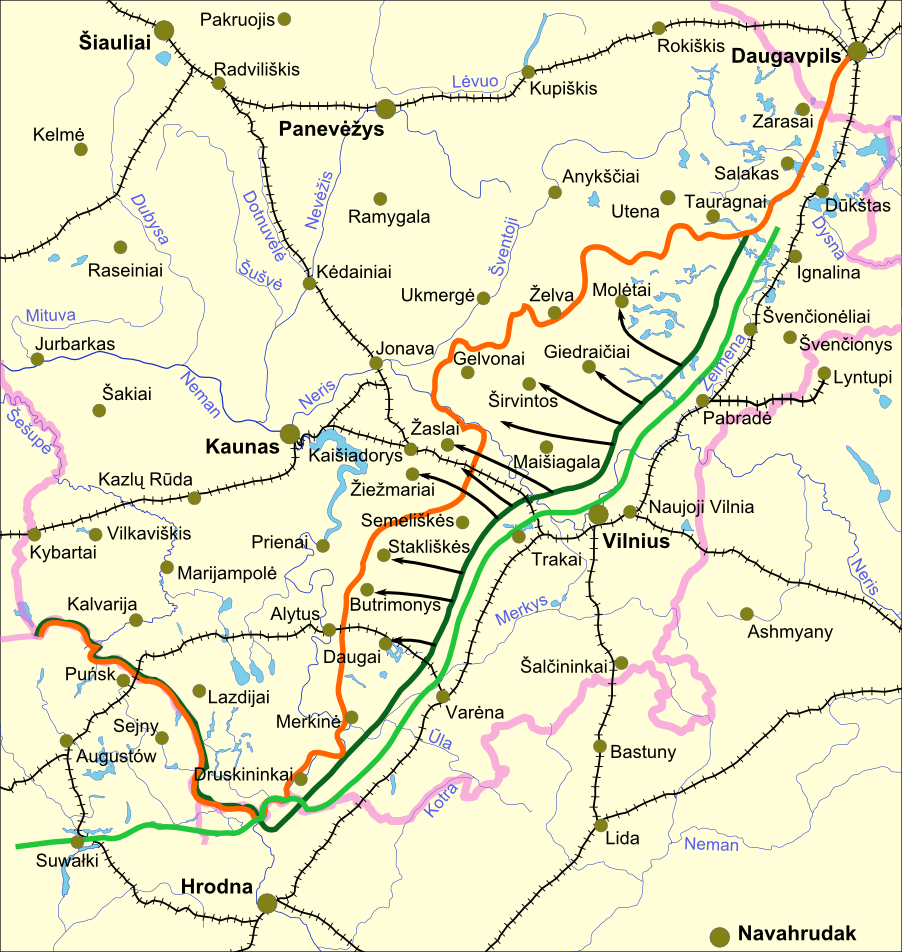
Karte der Demarkationslinien vom 18. Juni (hellgrün) und 26. Juli (dunkelgrün) zwischen Polen und Litauen. Polen ignorierte beide Linien und rückte weiter bis zur orangefarbenen Linie vor.

Während die litauischen Streitkräfte im Nordosten Litauens gegen die Sowjets kämpften, wuchsen die Spannungen zwischen Polen und Litauen. Direkte Verhandlungen zwischen dem 28. Mai und dem 11. Juni 1919 scheiterten, da keine der beiden Seiten zu einem Kompromiss bereit war. Um einen direkten militärischen Konflikt zu verhindern, zog der Oberste Rat der Alliierten am 18. Juni 1919 die erste Demarkationslinie. Die Linie wurde einige Kilometer westlich der Eisenbahnlinie Sankt Petersburg-Warschau gezogen. Das polnische Außenministerium lehnte sie ab, da sie den polnischen Truppen einen Rückzug von 30 bis 35 km abverlangte; auch die Litauer waren unzufrieden, da Vilnius und Gardinas unter polnischer Kontrolle blieben. Als die deutschen Freiwilligen aus Litauen abzogen, startete Polen eine Offensive auf einer 100 km breiten Front, die 20 bis 30 km tiefer in das litauische Gebiet eindrang. Angesichts der sowjetischen Bedrohung konnte Litauen keine wirksame Verteidigung organisieren, und die Entente griff erneut ein, indem sie am 26. Juli 1919 die zweite Demarkationslinie, die so genannte Foch-Linie, zog. Dabei wurden zwei wesentliche Änderungen vorgenommen: Die Region Suwalszczyzna wurde Polen zugesprochen und die gesamte Linie wurde um 7 km nach Westen verschoben. Weder Litauer, Polen noch Deutsche (die noch in der Region Suwalszczyzna lebten) waren mit der neuen Grenzziehung zufrieden. Zwischen dem 29. Juli und dem 2. August griffen die polnischen Truppen mehrmals Litauer an. Am 3. August erklärte eine polnische diplomatische Vertretung in Kaunas, dass Polen nicht vorhabe, Litauen zu annektieren, und schlug ein Plebiszit in den umstrittenen Gebieten vor, bei dem die Einwohner über ihre Zukunft entscheiden könnten. Als die litauische Regierung den polnischen Vorschlag ablehnte, entschied Józef Piłsudski, dass weitere militärische Maßnahmen keine Lösung darstellten. Stattdessen sollte die litauische Regierung selbst durch eine neue Regierung ersetzt werden, die bereit war, einen Kompromiss einzugehen. Die Front stabilisierte sich, aber die bilateralen Beziehungen verschlechterten sich nach dem Sejny-Aufstand in Polen (23. August – 9. September), der wiederum den versuchten Staatsstreich der polnischen Militärorganisation gegen die litauische Regierung (28./29. August) zunichtemachte.

### Finale Schlachten

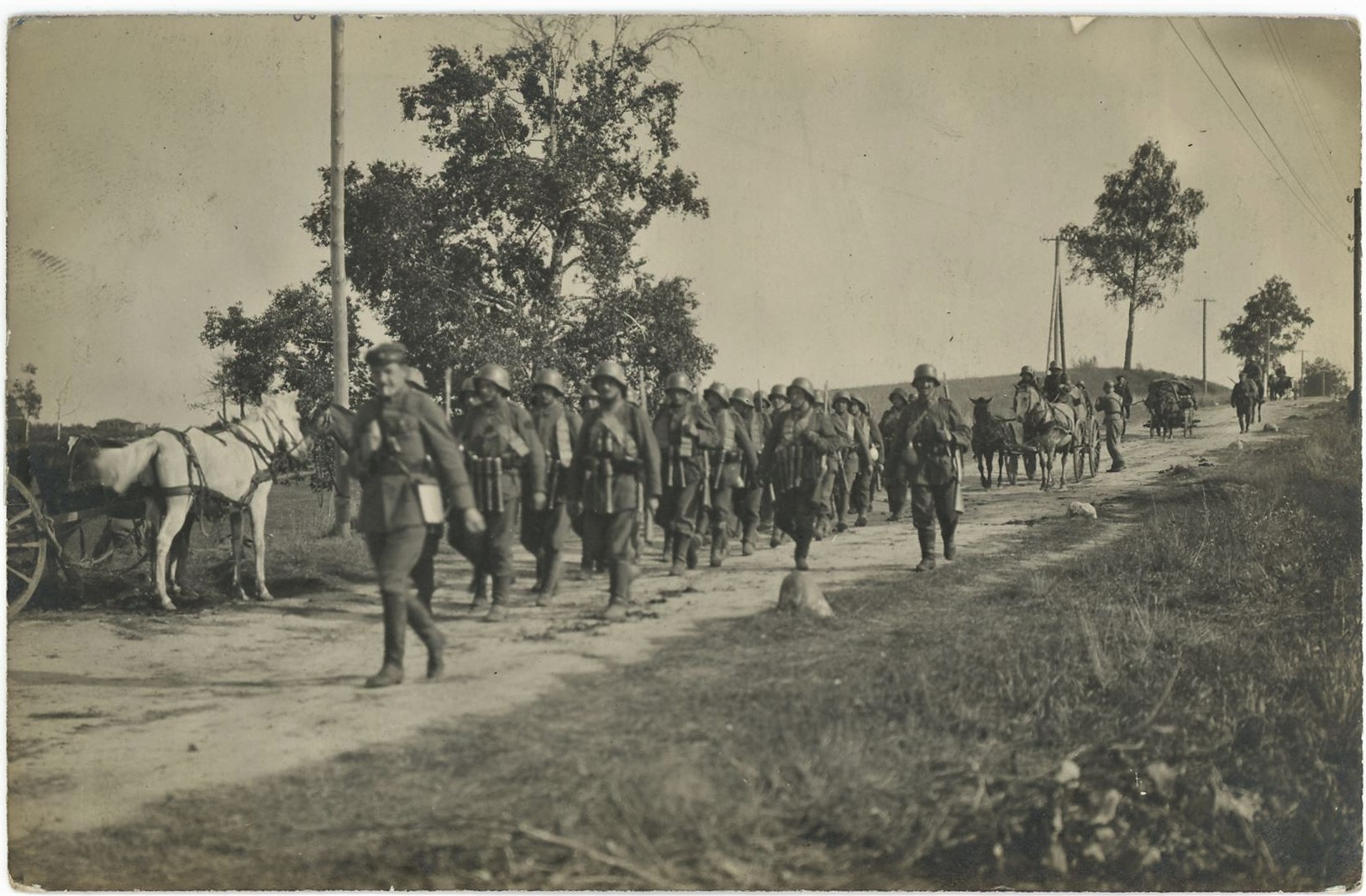
Grenadiere des Vilniuser Bataillons auf dem Marsch zur Kriegsfront gegen die Bolschewiki bei Kalkūnai, 1919

Aufgrund der Bedrohung durch Polen war die Front mit den Sowjets mehr als einen Monat lang ruhig. Es gab kleinere Zwischenfälle mit Spähern oder Vorpostenwächtern. Die Rote Armee nutzte die Zeit, um ihre Kräfte zu reorganisieren und zu verstärken, indem sie natürliche Barrieren wie die zahlreichen Seen, Flüsse und Hügel, ergänzt durch Gräben und Stacheldraht, zur Sicherung ihrer Position nutzte. Sie verfügten auch über Feldbefestigungen aus dem Ersten Weltkrieg etwa 10 km südlich von Daugavpils. Die Sowjets hatten größere Streitkräfte: Die Litauer verfügten über zwei Infanterieregimenter und fünf einzelne Bataillone, die Sowjets über sechs Regimenter und ein einzelnes Bataillon. Die Litauer und die Polen planten gemeinsam, ab dem 9. August nach Daugavpils vorzustoßen, aber die Pläne wurden auf den 23. August verschoben.
Die Gruppe Ukmergė griff zuerst an und befreite Zarasai am 25. August. Die Gruppe rückte etwa 30 km in das sowjetisch kontrollierte Gebiet vor, aber weder die rechte noch die linke Flanke wurden von den polnischen Einheiten oder der Gruppe Panevėžys ausreichend geschützt. Die Panevėžys-Gruppe begann am 26. August mit ihrem Vormarsch, und die polnischen Truppen bewegten sich entlang der Eisenbahnlinie in Richtung Turmantas. Die Litauer manövrierten um die alten russischen Festungsanlagen herum und zwangen die Rote Armee zum Rückzug. Durch die Annäherung an Daugavpils verkürzte sich die litauisch-sowjetische Front und die Litauer konnten ihre Kräfte konzentrieren. Am 28. August begannen die Sowjets ihren Rückzug nach Norden über die Düna. Am 31. August hielten die Sowjets am Südufer der Daugava nur noch Grīva, einen Vorort von Daugavpils.
Der bolschewistische Feind wurde aus dem litauischen Gebiet vertrieben und die schmale Front stabilisierte sich, da Litauer und Sowjets durch den Fluss Daugava getrennt waren. Die litauischen Hauptkräfte konnten anderweitig eingesetzt werden, u. a. zum Schutz der Demarkationslinie zu Polen und für die geplanten Angriffe auf verbliebene Russen in Nordlitauen. Im September 1919 nahmen gemeinsame polnische und lettische Streitkräfte das Südufer der Daugava einschließlich Grīva ein. Die litauisch-sowjetische Front blieb bis zur Schlacht von Daugavpils offen, als lettische und polnische Truppen im Januar 1920 Daugavpils einnahmen. Die Litauer waren an diesen Operationen nicht beteiligt. Die Litauer beanspruchten das von ihren Soldaten eroberte Gebiet trotz lettischer Proteste für sich. Dies führte zu mehreren Scharmützeln zwischen lettischen und litauischen Truppen, aber die Grenzfrage wurde von Großbritannien erfolgreich vermittelt und schließlich im März 1921 gelöst.

## Friedensvertrag

Vormarsch der sowjetischen Streitkräfte (rote Pfeile) gegen die polnischen Truppen im Juni-August 1920

Der erste litauisch-sowjetische Verhandlungsversuch fand am 11. September 1919 statt, nachdem der Außenminister von Sowjetrussland, Georgi Tschicherin, eine Note mit einem Vorschlag für einen Friedensvertrag geschickt hatte. Litauen zögerte die Gespräche jedoch hinaus, da es befürchtete, dass Verhandlungen mit dem kommunistischen Russland, das von der europäischen Politik isoliert war, seine Beziehungen zu den alliierten Mächten, die Litauen noch nicht anerkannt hatten, beeinträchtigen würden. Die Gespräche begannen erst im Mai 1920 und wurden stark von den Ereignissen im polnisch-sowjetischen Krieg beeinflusst. Der sowjetisch-litauische Friedensvertrag wurde am 12. Juli geschlossen. Russland erkannte die Unabhängigkeit Litauens und seinen Anspruch auf die Region Vilnius an; im Gegenzug gewährte Litauen den sowjetischen Streitkräften uneingeschränkte Bewegungsfreiheit während ihres Krieges gegen Polen. Dadurch wurde die erklärte Neutralität Litauens gefährdet und die polnisch-litauische Krise weiter verschärft.
Am 14. Juli 1920 besetzten die Sowjets Vilnius, übergaben die Stadt aber nicht, wie im Friedensvertrag vereinbart, an die litauische Verwaltung. Stattdessen planten die Sowjets einen Staatsstreich, um die litauische Regierung zu stürzen und erneut eine Sowjetrepublik zu errichten. Die Sowjets verloren jedoch die Schlacht bei Warschau und wurden von den Polen zurückgedrängt. Einige Historiker schreiben diesem Sieg die Rettung der Unabhängigkeit Litauens vor dem sowjetischen Staatsstreich zu. Am 26. August zog die Rote Armee aus Vilnius ab, und die Litauer bereiteten sich auf die Verteidigung ihrer Grenzen vor. Da Polen den Vertrag mit den Sowjets nicht anerkannte, führte dies zu weiteren Feindseligkeiten. Schließlich marschierten polnische Truppen in der Region Vilnius ein und etablierten den pro-polnischen Marionettenstaat Litwa Środkowa, welcher 1922 nach dem Friedensvertrag von Riga Polen angeschlossen wurde. Als die Vermittlung durch den Völkerbund die Situation nicht änderte, verharrten Litauen und Polen bis zum polnischen Ultimatum von 1938 im Zustand „Kein Krieg, kein Frieden“. Nach dem Ultimatum erkannte Litauen den polnischen Anspruch auf Vilnius an. Während dieser ganzen Zeit waren die Sowjets Litauens stärkster Verbündeter gegen Polen. Nach dem Beginn des Zweiten Weltkriegs wurde Litauen 1940 von der Roten Armee besetzt und als Litauische Sozialistische Sowjetrepublik der Sowjetunion angeschlossen.